# 长发妹
《長髮妹》是一部中国上海美术电影制片厂制作的木偶片，根据侗族民间传说改编。

## 剧情简介
很久以前，陡高山下的一座寨子里人烟稀少、寸草不生，寨子里的人过着缺水少粮的穷困生活。寨子里有一个漂亮善良的女孩，名叫长髮妹。一次，长发妹发现一颗老榕树已近干黄，便把搜集到的水给老榕树浇了些，只被浇了半瓢水，老榕树就复活了。
几日后，长发妹在陡高山上发现了甘甜的泉水。此时，山妖出现，他将泉水又堵住，并威胁妹不要将山上有泉水的事情告诉寨子中的人，否则就要夺取全寨子的人的性命。长发妹由于长期忧虑、痛苦，头发渐渐由黑变白。寨子中的水一天天难找，长发妹终忍不住把陡高山上有泉水的事情说了出来。寨子的人获得了泉水，而愤怒的山妖却欲折磨死长发妹。被长发妹救助过的老榕树化身出现，帮助战胜了山妖。长发妹的头发化成瀑布，大地又恢复了生机。